# 체이스 엘리슨
체이스 엘리슨(Chase Ellison, 1993년 9월 22일 ~ )은 미국의 배우이다.

## 출연 작품
- 선데이즈 마더 (2012)
- 댓츠 왓 아이 엠 (2011)
- 썸머 캠프 (2010)
- 늑대인간 소년 (2010)
- 미스터 이빨요정 (2010)
- 언스토퍼블 (2010)
- 반딧불이 정원 (2008)
- 이어 오브 게팅 투 노우 어스 (2008)
- 가져선 안될 비밀 (2007)
- 리스트커터스 - 러브 스토리 (2006)
- 에단 그린의 특별한 인생 (2005)
- 엔드 오브 스피어 (2005)
- 데드우드 (2004)
- 미스테리어스 스킨 (2004)
- 범죄의 향기 (2001)
- 더 영 앤 더 레스트리스 (1973)